# 岩手県公会堂
岩手県公会堂（いわてけんこうかいどう）は、岩手県盛岡市にある公共施設。岩手県庁舎の隣に位置している。所有者は岩手県で、現在は学校法人龍澤学館、第一商事株式会社、株式会社IBC開発センター、株式会社総合企画新和に管理を委託している。

## 概要

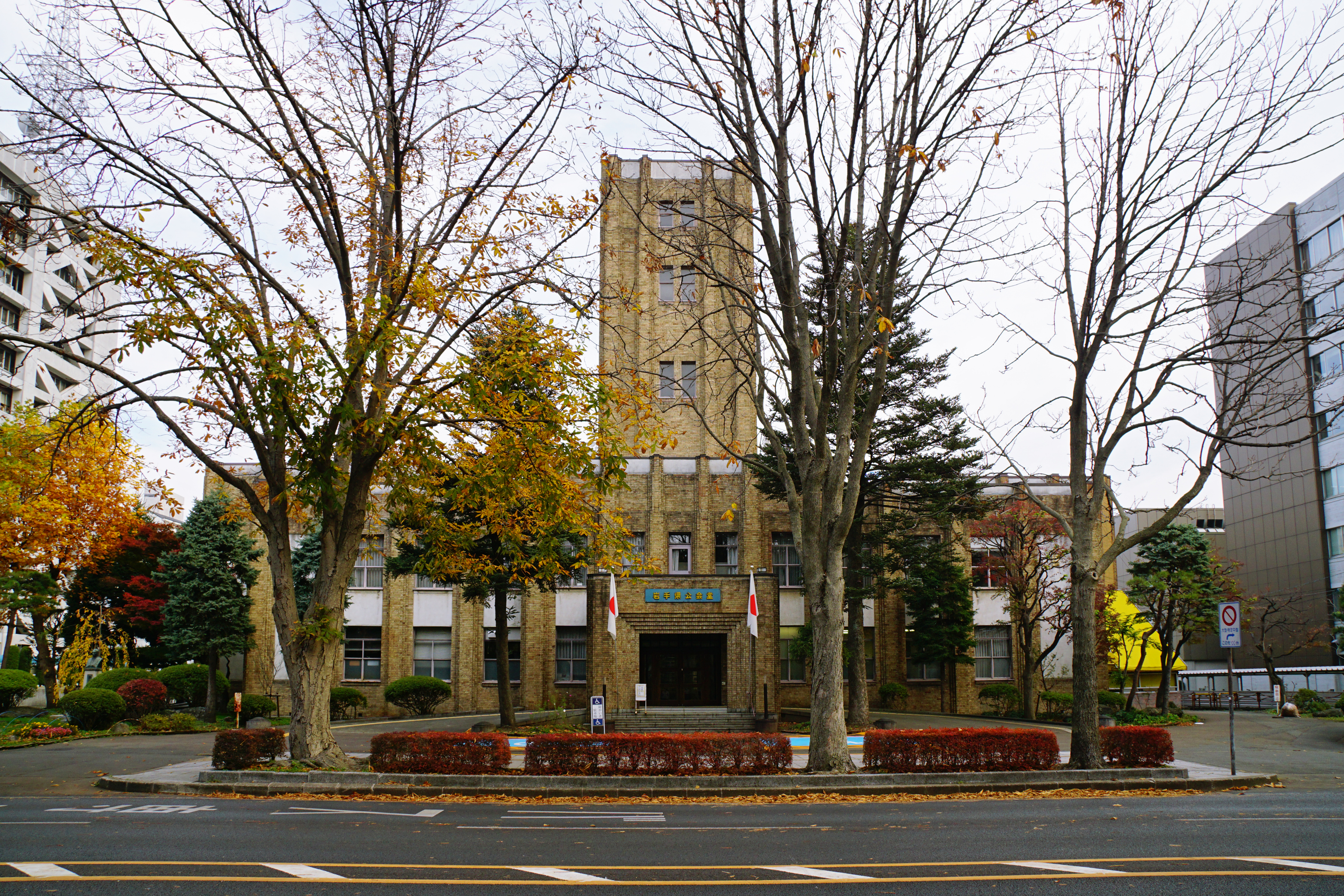
正面

1927年6月15日竣工。設計は、大隈講堂や日比谷公会堂の設計で有名な建築家・佐藤功一が担当した。様式はネオゴシック様式。当時としては高層の建築物で、塔屋からは盛岡の町が見渡せたという。
塔屋を除き2階建て。当初は岩手県議会議事堂の機能を持っており県政を象徴する建物で、西側に議事堂、東側にはレストランなどが入っていた。第二次世界大戦直後は進駐軍が病院として使用していた。
1965年に県議会議事堂が完成して移転し、以後は1973年に岩手県民会館が完成するまで県内最大級の文化・集会施設だった。大小16の会議室、大ホール、ギャラリーなどで構成され、大ホールは、盛岡文士劇（中止前）など、演劇上演や音楽公演用のホールとして親しまれた。
建物の老朽化や利用率の低下のため、2000年に岩手県公会堂懇談会を設置して存廃について検討されたが全面保存することを決定。大きな補修、改築を経ていないため、県議会議事堂当時の装飾・施設などが残されている。
2006年10月18日、国の登録有形文化財に登録。
2009年、塔屋の耐震工事、大ホール及び21号室の改修・復元工事が行われた。
開館時から1945年8月まで建物東側にあったレストラン「公会堂多賀」は戦後は公会堂の地下に店を移転していたが、2017年3月末をもって閉店した。この店は新渡戸稲造が帰郷時に利用していたことで有名で、ブイヤベースから始まる、新渡戸が食したメニューを提供していた。

## 周辺
- 岩手県庁
- 岩手県民会館
- 岩手公園
- テレビ岩手/エフエム岩手 本社
- 中ノ橋
- 盛岡市役所
- 盛岡東警察署
- 盛岡地方裁判所
  - 石割桜

## アクセス
- JR東日本・IGRいわて銀河鉄道盛岡駅東口より岩手県交通バス・岩手県北バス：「県庁・市役所前」バス停下車